# Tell Baghouz
Tell Baghouz és un jaciment arqueològic de Síria a les muntanyes de Baghouz (Djebal Baghouz). En aquest lloc s'han localitzat restes de la cultura de Halaf en una fase d'evolució lenta però inexorable de la cultura d'Hassuna. Aquest nivell d'evolució apareix tant a Tell Baghouz (a la vall mitjana de l'Eufrates sirià) com a Sabi Abyad i a Tell Halula, a la zona de l'alt Eufrates sirià, i a Tell Boueid II, al riu Khabur.